# Ronde van Drenthe 2018
Il Ronde van Drenthe 2018, cinquantaseiesima edizione della corsa, valido come evento dell'UCI Europe Tour 2018 categoria 1.HC, si svolse l'11 marzo 2018 su un percorso di 199,4 km, con partenza da Emmen ed arrivo a Hoogeveen, nei Paesi Bassi. La vittoria fu appannaggio del ceco František Sisr, che completò il percorso in 4h 36' 28" alla media di 41,67 km/h, precedendo i belgi Dries De Bondt e Preben Van Hecke.
Dei 152 ciclisti iscritti partirono in 151 e tagliarono il traguardo in 103.

## Squadre partecipanti
| N.      | Cod. | Squadra                     |
| ------- | ---- | --------------------------- |
| 1-7     | RNL  | Roompot-Nederlandse Loterij |
| 11-17   | LTS  | Lotto Soudal                |
| 21-27   | NLD  | Selezione olandese          |
| 31-37   | ABS  | Aqua Blue Sport             |
| 41-47   | CCC  | CCC Sprandi Polkowice       |
| 51-57   | COF  | Cofidis                     |
| 61-67   | GAZ  | Gazprom-RusVelo             |
| 71-77   | ICA  | Israel Cycling Academy      |
| 81-87   | SVB  | Sport Vlaanderen-Baloise    |
| 91-97   | UHC  | Team United Healthcare      |
| 101-107 | VWC  | Veranda's Willems-Crelan    |

| N.      | Cod. | Squadra                      |
| ------- | ---- | ---------------------------- |
| 111-117 | VCC  | Vital Concept Cycling Club   |
| 121-127 | WGG  | Wanty-Groupe Gobert          |
| 131-137 | WVA  | WB Aqua Protect Veranclassic |
| 141-146 | ALE  | Alecto Cyclingteam           |
| 151-157 | BEA  | Beat Cycling Club            |
| 161-167 | BCC  | Canyon Eisberg               |
| 171-177 | DCR  | Delta Cycling Rotterdam      |
| 181-187 | MET  | Metec-TKH p/b Mantel         |
| 191-197 | MCT  | Monkey Town Continental Team |
| 201-207 | RIW  | Riwal CeramicSpeed CT        |
| 211-217 | VLA  | Vlasman Cycling Team         |

## Ordine d'arrivo (Top 10)
| Pos. | Corridore        | Squadra          | Tempo    |
| ---- | ---------------- | ---------------- | -------- |
| 1    | František Sisr   | CCC Sprandi      | 4h36'28" |
| 2    | Dries De Bondt   | Veranda's        | s.t.     |
| 3    | Preben Van Hecke | Sport Vlaanderen | s.t.     |
| 4    | Zakkari Dempster | Israel Academy   | s.t.     |
| 5    | Wesley Kreder    | Wanty            | s.t.     |
| 6    | Rick Ottema      | Alecto           | s.t.     |
| 7    | Floris Gerts     | Roompot          | s.t.     |
| 8    | Joey van Rhee    | Monkey Town      | a 3"     |
| 9    | Johan Le Bon     | Vital Concept    | s.t.     |
| 10   | Jasper Bovenhuis | Vlasman          | s.t.     |